# فصل (ورزش)
در لیگ‌های ورزشی اصطلاح فصل برای اشاره به قسمتی از یک سال به کار می‌رود که در آن مسابقه‌های آن لیگ ورزشی برگزار می‌شوند.
برای نمونه، مسابقات لیگ برتر بیسبال آمریکا هر سال تقریباً از آخرین هفتهٔ مارس آغاز می‌شوند و در آخرین هفتهٔ سپتامبر پایان می‌یابند و این مدت، یک فصل ورزشی در این رشته را تشکیل می‌دهد.
به مسابقه‌هایی که پس از اتمام لیگ انجام می‌شوند، مسابقات «پسافصلی» گفته می‌شود که در بسیاری مورد متشکل از مسابقات حذفی هستند.

## یادداشت
1. ↑  postsean